# Review of Economic Dynamics
Die Review of Economic Dynamics (RED oder Rev. Econ. Dyn.) ist eine wirtschaftswissenschaftliche Fachzeitschrift, deren Schwerpunkt auf dynamischer Wirtschaftstheorie liegt. Sie ist die offizielle Fachzeitschrift der Society for Economic Dynamics (SED). Die Review of Economic Dynamics wird im Auftrag dieser durch den niederländischen Verlag Elsevier mit vier Ausgaben pro Jahr herausgegeben.

## Geschichte
Die Review of Dynamic Economics wurde erstmals 1998 herausgegeben. Im Posten des Coordinating Editor wechselten sich Gary D. Hansen (bis 2004), Narayana Kocherlakota (2005–2008) und Gianluca Violante (seit 2009) ab.

## Inhalte
Die Review of Economic Dynamics publiziert originäre Forschungsbeiträge zum Themenbereich der dynamischen Wirtschaftstheorie. Der Umfang der Zeitschrift ist darauf angelegt breit zu sein und die Sichtweise der Society for Economic Dynamics darin widerzuspiegeln, dass das Feld der Wirtschaftswissenschaften durch eine einheitliche wissenschaftliche Herangehensweise an Wirtschaftswissenschaften geeint ist. Dementsprechend ist die Review of Economic Dynamics bereit Beiträge aus jedem Bereich der Wirtschaftswissenschaften zu veröffentlichen sofern sie die höchsten Standards wissenschaftlicher Forschung entsprechen.

## Redaktion
Der koordinierende Redakteur (Coordinating Editor) der Review of Economic Dynamics ist derzeit (2015) Matthias Doepke. Er wird durch die Redakteure Marco Bassetto, Jesus Fernandez-Villaverde, Jonathan Heathcote, Vincenzo Quadrini, Diego Restuccia, Martin K. Schneider, Giovanni L. Violante, ein fünfköpfiges Beratergremium und 18 assoziierte Redakteuren unterstützt wird.

## Rezeption
In einer Studie von Kalaitzidakis et al. (2011) belegte die Review of Economic Dynamics Platz 24 von 209 ausgewerteten Journalen. Eine weitere Studie der französischen Ökonomen Pierre-Phillippe Combes und Laurent Linnemer listet das Journal mit Rang 35 von 600 wirtschaftswissenschaftlichen Zeitschriften in die drittbeste Kategorie A ein.